# 後期高齢者医療制度
| 公費負担医療給付                      | 公費負担医療給付                  | 公費負担医療給付   | 3兆1222億円（007.3%）  |
| 後期高齢者医療給付                    | 後期高齢者医療給付                | 後期高齢者医療給付 | 15兆2868億円（035.3%） |
| 医療保険等給付 19兆3653億円 （45.1%） | 被用者保険 10兆2934億円 （24.0%） | 協会けんぽ         | 5兆7040億円（013.3%）  |
| 医療保険等給付 19兆3653億円 （45.1%） | 被用者保険 10兆2934億円 （24.0%） | 健康保険組合       | 3兆5259億円（008.2%）  |
| 医療保険等給付 19兆3653億円 （45.1%） | 被用者保険 10兆2934億円 （24.0%） | 船員保険           | 184億円（000.0%）      |
| 医療保険等給付 19兆3653億円 （45.1%） | 被用者保険 10兆2934億円 （24.0%） | 共済組合           | 1兆0450億円（002.4%）  |
| 医療保険等給付 19兆3653億円 （45.1%） | 国民健康保険                      | 国民健康保険       | 8兆7628億円（020.4%）  |
| 医療保険等給付 19兆3653億円 （45.1%） | その他労災など                    | その他労災など     | 3091億円（000.7%）     |
| 患者等負担                            | 患者等負担                        | 患者等負担         | 5兆1922億円（012.2%）  |
| 総額                                  | 総額                              | 総額               | 42兆9665億円（100.0%） |

日本の人口ピラミッド

後期高齢者医療制度（こうきこうれいしゃいりょうせいど）とは、2008年（平成20年）に施行された高齢者の医療の確保に関する法律を根拠法とする日本の公的医療保険制度である。同法における「前期高齢者」とは65歳から74歳まで、「後期高齢者」とは満75歳以上の高齢者をそれぞれ指す。
老年医学では、1歳未満を含む64歳以下を現役世代、65〜74歳を前期高齢者（准高齢者）、75歳以上を後期高齢者と定義しており、さらに85歳以上から超後期高齢者とする。なお75～84歳を「中期高齢者」と呼ぶこともある。
一定の障害者を除く65〜74歳の前期高齢者（准高齢者）は、現役世代（0〜64歳）と同じく健康保険に加入したまま、保険者間にてリスク構造調整が行われる制度となっている。
2008年（平成20年）の制度発足時には1300万人が国民健康保険から後期高齢者医療制度に移行しており、将来的には更に増加することが見込まれている。 2016年時点の推計では、日本国民1人あたりの生涯医療費は、男性で2,600万円、女性で2,800万円であり、その50%は70歳以上のステージで発生している。
- 高齢者の医療の確保に関する法律について、以下では条数のみ記す。

## 目的・管掌
本制度は、国民の高齢期における適切な医療の確保を図るため、医療費の適正化を推進するための計画の作成及び保険者による健康診査等の実施に関する措置を講ずるとともに、高齢者の医療について、国民の共同連帯の理念等に基づき、前期高齢者に係る保険者間の費用負担の調整、後期高齢者に対する適切な医療の給付等を行うために必要な制度を設け、もって国民保健の向上及び高齢者の福祉の増進を図ることを目的とする（第1条）。
そしてその理念として、国民は、自助と連帯の精神に基づき、自ら加齢に伴って生ずる心身の変化を自覚して常に健康の保持増進に努めるとともに、高齢者の医療に要する費用を公平に負担するものとし、又、国民は、年齢、心身の状況等に応じ、職域若しくは地域又は家庭において、高齢期における健康の保持を図るための適切な保健サービスを受ける機会を与えられるものとする（第2条）。この目的に基づき、高齢者の疾病、負傷又は死亡に関して必要な給付を行うものとする（第47条）。
厚生労働大臣は、国民の高齢期における適切な医療の確保を図る観点から、医療費適正化を総合的かつ計画的に推進するため、医療費適正化に関する施策についての基本方針（医療費適正化基本方針）を定めるとともに、6年ごとに、6年を1期とする全国医療費適正化計画を定め、これを公表する。都道府県は、この医療費適正化基本方針に即して、6年ごとに、6年を1期とする医療費適正化を推進するための計画（都道府県医療費適正化計画）を定め、厚生労働大臣に提出するとともに、これを公表するよう努める。これらの年度の終了翌年度には、当該計画の実績に関する評価を行い、公表する。
厚生労働大臣は、特定健康診査及び特定保健指導の適切かつ有効な実施を図るための基本的な指針（特定健康診査等基本指針）を定め、これを公表する。医療保険各法の規定による保険者（全国健康保険協会、健康保険組合、市町村等）は、特定健康診査等基本方針に即して、6年ごとに、6年を1期とする特定健康診査等実施計画を定め、これを公表するとともに（第19条）、当該計画に基づいて40歳以上の加入者に対し特定健康診査等を行う（第20条）。ただし保険者は、加入者が、労働安全衛生法等に基づき行われる特定健康診査に相当する健康診断を受けた場合又は受けることができる場合は、この特定健康診査の全部又は一部を行ったものとされる（第21条）。保険者は特定健康診査を行ったときは、当該特定健康診査に関する記録を保存しなければならず（第22条）、加入者に対し、当該特定健康診査の結果を通知しなければならない（第23条）。後期高齢者医療制度にこのような特定健康診査が設けられているのは、生活習慣病を予防することにより、将来の医療費を抑制する狙いがあるためである。

### 老人保健法との違い
これまでの「老人保健法」による老人医療制度と大きく異なる点としては、従来は他の健康保険等の被保険者資格を有したまま老人医療を適用していたのに対し、後期高齢者医療制度では適用年齢（75歳以上）になると、現在加入している国保や健保から移行となり、後期高齢者だけの独立した医療制度に組み入れられるという点や、徴収方法が年金からの特別徴収（天引き）が基本となっている点、プライマリケアに対して診療報酬が支払われること（包括払い制度）なども挙げられる。
ただし船員保険では75歳到達を資格喪失事由としていないため、船員保険の被保険者が後期高齢者医療の被保険者に該当した場合は、二重に被保険者資格を取得することになる。この場合は基本的な保険給付は後期高齢者医療で行い、後期高齢者医療制度で給付されない部分のみを船員保険で給付する。

## 保険者
都道府県ごとに後期高齢者医療広域連合（その都道府県の区域内の全市町村が加入する広域連合。以下、特に断らない限り「広域連合」と略す）が置かれ、保険者となる（第48条）。いわゆる「委譲事務」ではないため、政令指定都市も独立した運営ではなく、その市がある都道府県の広域連合に参加する。なお、保険料の徴収事務や申請・届出の受け付け、窓口業務については市町村が処理する事務とされる。
広域連合及び市町村は、後期高齢者医療に関する収入及び支出について特別会計を設けなければならない（第49条）。
広域連合は、健康教育、健康相談、健康診査その他の被保険者の健康の保持増進のために必要な事業を行うように努めなければならない（第125条）。

## 被保険者
| 年                 | 被保険者数 (千人) | うち現役並み 所得者(千人) | 一人あたり 医療費(円) |
| ------------------ | ----------------- | ------------------------- | --------------------- |
| 2008年（平成20年） | 13,210            | 1,073                     | 785,904               |
| 2009年             | 13,615            | 1,033                     | 882,118               |
| 2010年             | 14,059            | 1,012                     | 904,795               |
| 2011年             | 14,483            | 1,013                     | 918,206               |
| 2012年             | 14,904            | 1,016                     | 919,529               |
| 2013年             | 15,266            | 1,021                     | 929,573               |
| 2014年             | 15,545            | 1,038                     | 932,290               |

対象となる被保険者は以下のとおり（第50条）。ただし、生活保護法による生活保護を受けている世帯に属する者その他適用除外とすべき特別の理由がある者を除く（第51条）。
- 広域連合の区域内に住所を有する75歳以上の者
- 広域連合の区域内に住所を有する65歳〜74歳の者であって、政令で定める程度の障害の状態にある旨の認定を広域連合から受けた者

被保険者証の保険者番号は、39から始まる8桁の番号となる。
75歳（障害の状態にある場合は65~74歳）に達しても、海外在住により広域連合の区域内に住所が無い場合は、被保険者とならない。
被保険者の人数が最も多いのは東京都の約143万人。最も少ないのが鳥取県の約9万人である（平成28年12月現在）。

### 被保険者資格の取得
75歳到達による資格取得日は、75歳の誕生日当日である（第52条1項）。この場合、14日以内に所定の届出を広域連合にしなければならない（施行規則第10条）。したがって、1日生まれの人は、当月から保険料が課されることになる。また、2月29日生まれの者の平年における資格取得日は3月1日となる
障害認定による資格取得日は、広域連合が障害認定した日となる（第52条3項）。認定を受けようとする場合、所定の申請書に障害の状態を明らかにする書類を添えて、広域連合に申請しなければならない（施行規則第8条）

### 住所地特例
保険者である広域連合の区域外にある、住所地特例対象の施設に住所を移した場合に、引き続き従前の保険者の被保険者となる仕組み（第55条）。
- 住所地特例の判断は保険者単位となるため、同一都道府県内の他の市区町村の住所地特例の対象施設等に住所を移しても、住所地特例とならない。
- 国民健康保険法第116条の2の規定により、住所地特例の適用を受けて、従前の住所地の市町村の国民健康保険被保険者とされている者が、75歳到達等により後期高齢者医療に加入した場合には、特例を引き継ぎ、従前の住所地の後期高齢者医療広域連合の被保険者とする（平成27年5月29日保発0527第1号）。

## 保険給付
国民健康保険と同じく、加入者全員が「被保険者」となる（「被扶養者」という概念はない）ため、被用者保険（健康保険、船員保険、共済組合等）に定める「家族給付」は存在しない。

### 絶対的必要給付
法律により広域連合に実施が義務付けられる給付である。
- 療養の給付（第64条）
  - 一部負担金割合は、現役並み所得者は3割、それ以外の者は1割（第67条）。ただし現役並み所得者であっても、基準収入額未満であることを申請（基準収入額適用申請）すると1割になる（施行令第7条、施行規則第32条）。詳細は療養の給付#一部負担金を参照のこと。
  - 2022年（令和4年）10月より、「現役並み所得者でない者」かつ「一定以上の所得がある者」については一部負担金割合が2割となる。「一定以上の所得」（年金収入＋その他の合計所得金額）については、課税所得が28万円以上かつ被保険者が世帯内に1人のみの場合は200万円、2人以上の場合は320万円とする。ただしこれらに該当しても住民税非課税世帯の者は1割となる[7]。なお2022年（令和4年）10月~2025年（令和7年）9月までの間、この規定により一部負担金割合が2割とされる者は、1か月の外来医療の負担増加額を3000円までに抑える配慮措置がとられる（入院医療は対象外）。
- 入院時食事療養費（第74条）
- 入院時生活療養費（第75条）
- 保険外併用療養費（第76条）
- 療養費（第77条）
- 訪問看護療養費（第78条）
- 移送費（第83条）
- 高額療養費（第84条）
- 高額介護合算療養費（第85条）
  - 高額療養費・高額介護合算療養費の計算方法は、70歳以上である国民健康保険の被保険者と同じである。また、65~69歳で障害認定により後期高齢者医療制度の被保険者となった者も70歳以上の国民健康保険の被保険者の計算方法を用いる。

以上については、それぞれ当該記事を参照のこと。
- 特別療養費（第82条）- 被保険者資格証明書による医療受給。国民健康保険と内容は同じである。詳細は国民健康保険#保険料の滞納を参照のこと。

### 相対的必要給付
広域連合の条例の定めるところにより行うものとされるが、特別の理由があるときにはその全部又は一部を行わないことができる（第86条1項）。
- 葬祭費
- 葬祭の給付

### 任意給付
広域連合の条例の定めるところにより行うことができる（第86条2項）。
- 傷病手当金
- 付加給付（第56条3号）

## 保険料
保険料は、広域連合が被保険者に対し、広域連合の全区域にわたって均一の保険料率であることその他政令で定める基準に従い広域連合の条例で定めるところにより算定された保険料率によって算定する。ただし、離島その他の医療の確保が著しく困難である地域であって厚生労働大臣が定める基準に該当するものに住所を有する被保険者の保険料については、政令で定める基準に従い別に広域連合の条例で定めるところにより算定された保険料率によって算定された保険料額によって課することができる（第104条2項）。同じ都道府県で同じ所得であれば原則として同じ保険料になる。賦課額は、応益負担（加入者全員が等しく負担する）である「均等割」と応能負担（所得に応じて負担する）「所得割」の2種類で構成され、その合計額である。
保険料率は、療養の給付等に要する費用の額の予想額、財政安定化基金拠出金及び特別高額医療費共同事業に要する費用に充てるための拠出金の納付に要する費用の予想額、都道府県からの借入金の償還に要する費用の予定額、保健事業に要する費用の予定額、被保険者の所得の分布状況及びその見通し、国庫負担並びに後期高齢者交付金等の額等に照らし、おおむね2年を通じ財政の均衡を保つことができるものでなければならない（第104条3項）。
広域連合が被保険者に課す保険料の賦課額は、2024年（令和6年）4月以降、80万円を超えることができない（施行令第18条1項6号）。なお令和6年度に限り、激変緩和措置により、以下の者については賦課限度額が73万円になる。
- 1949年（昭和24年）4月1日以前に生まれた者
- 障害の認定を受け、被保険者の資格を有している者（障害の認定を受けていた者が令和6年4月2日以降に75歳になった後に、障害の認定を受けた後期高齢者医療広域連合の区域内に住所を有しなくなった場合を除く）

保険料その他この法律の規定による徴収金の先取特権の順位は、国税及び地方税に次ぐものとする（第159条）。
2024年（令和6年）4月より、「後期高齢者の保険料」と「現役世代の支援金」の伸び率が同じとなるように、また「出産育児一時金の費用の一部を後期高齢者の保険料から支援する」ように後期高齢者医療制度の保険料について制度改正が行われた。

### 徴収方法
保険料は市町村が徴収し、広域連合に納付する（第107条）。徴収方法は、公的年金額が年額18万円（月1万5千円）以上で、かつ保険料（介護保険料との合算額）が年金額の2分の1を超えない者については、原則として特別徴収（年金からの天引き）となる。ここでいう「公的年金」とは、老齢基礎年金のみならず障害基礎年金・障害厚生年金、遺族基礎年金・遺族厚生年金も含むが、老齢厚生年金は含まない（老齢厚生年金から天引きされることは無い）。この方法は国民健康保険と共通している。
特別徴収されない者については納入の通知が行われ、金融機関の窓口などで支払う（普通徴収）。この場合は被保険者本人のみならず、世帯主や配偶者も連帯して納付する義務を負う。また市町村の条例で定めるところにより、特別徴収から口座振替へ変更できる。

### 保険料の軽減措置
市町村は、所得の低い者に対し、保険料の均等割額が世帯の所得水準にあわせて軽減・徴収猶予することができる（第111条）。軽減割合は以下のとおりである。
| 軽減割合 | 被保険者及び世帯主の総所得金額                                  |
| -------- | --------------------------------------------------------------- |
| 9割軽減  | 33万円 以下かつ被保険者全員が年金収入80万円以下で他の所得がない |
| 7割軽減  | 33万円 以下                                                     |
| 5割軽減  | 33万円+（24.5万円×世帯主を除く被保険者数） 以下                 |
| 2割軽減  | 33万円+（35万円×被保険者数） 以下                               |

※ここでいう所得とは、収入額から必要経費（公的年金等控除額や給与所得控除額など）を差し引いた、確定申告での所得金額である。また、65歳以上の公的年金の場合は、さらに15万円減額した金額が軽減判定の際の所得となる。
また、政府・与党決定（2008年（平成20年）6月12日）により、2008年（平成20年）度のみの特別対策として以下のような軽減割合の拡大措置がとられた。なお、8.5割軽減については、2009年度も継続されることとなった。
1. 保険料の均等割額が7割軽減されている人は均等割額が8.5割軽減となる。
2. 賦課のもととなる所得金額が58万円以下の人は所得割額が5割軽減となる。

職場で加入する被用者保険（健康保険組合、協会けんぽ、公務員共済組合、私立学校教職員共済組合、船員保険など）に加入している者の被扶養者であった者（勤めている家族に扶養されていた者）は新たに保険料を負担することになるため、以下の激変緩和措置がある。
- 平成20年4〜9月までは、保険料は不要（凍結）。
- 平成20年10月〜21年3月までは、本来の保険料の1割（9割軽減。全国平均で月額350円程度）。
- 平成21年4月から1年間についても、本来の保険料の1割（9割軽減。全国平均で月額350円程度）。

## 財政
後期高齢者医療に要する費用は、50%が公費（一般税収）で、50%が社会保険料で賄われる。
公費の内訳は（国：都道府県：市町村＝4：1：1）で、それぞれ広域連合に交付される。
社会保険料については、約1割（負担率は平成20,21年度は10%とし、平成22年度以降は10%を基準に2年ごとで政令で定める（第100条2項、3項）。令和2、3年度については11.41%）を後期高齢者医療制度の被保険者が直接納付する保険料で負担し、残りの約4割（令和2、3年度は38.59%）は現役世代（64歳以下）と前期高齢者（65～74歳）の各医療保険者（健康保険組合、全国健康保険協会、市町村等）が後期高齢者支援金・後期高齢者関係事務費拠出金を社会保険診療報酬支払基金に納付し、基金は後期高齢者交付金を広域連合に交付するように設定されている（第100条、算定政令第11条の2）。
| 公費(5割)     | 公費(5割)           | 公費(5割)         | 現役世代支援金(4割)                     | 自己負担(1割) |
| ------------- | ------------------- | ----------------- | --------------------------------------- | ------------- |
| 国 （6分の4） | 都道府県 （6分の1） | 市町村 （6分の1） | 各医療保険者からの 後期高齢者制度支援金 | 受給者負担    |

なお、一部負担金が3割とされる者に係る療養の給付等に要する費用については、公費負担はなく、保険料（約1割）と後期高齢者交付金（約9割）のみにより賄われる。

### 現役世代への負担増

日本の福祉に占める、高齢者関連支出（棒グラフ部;100億円）

マスメディアでは、高齢者が直接負担する保険料についてクローズアップされる傾向にあるが、実際には64歳以下の現役世代が負担させられる後期高齢者支援金が非常に重いことが指摘されており、平成24年度には拠出金負担によって、74%の健保組合が赤字決算に転落、4割の組合が保険料率を引き上げた。
また、義務的経費（保険給付費+納付金・支援金）さえ保険料収入で賄えていない健康保険組合は、全組合の45.4%（649組合）を占めるようになり、健保組合の破綻・解散により、全国健康保険協会（協会けんぽ）に移行する組合が続出している。協会けんぽに移行する健保組合が多くなると、厚生労働省の協会けんぽ負担金が増えてしまう悪影響がある。
後期高齢者支援金は、原則として各医療保険者が加入者数に応じて負担することとされているが、被用者保険者間の財政力にばらつきがあることから、加入者数に応じた負担では、財政力が弱い保険者の負担が相対的に重くなる。このため、負担能力に応じた費用負担とする観点から、平成22年度から24年度までの支援金について、被用者保険者間の按分方法を3分の1を総報酬割、3分の2を加入者割とする負担方法を導入した（国保と被用者保険の間では、加入者割を維持）。
2015年5月27日の参議院本会議で成立した「医療保険制度改革関連法」による医療保険制度改革等の一環として、被用者保険者の後期高齢者支援金について、より負担能力に応じた負担とする観点から、総報酬割部分を2015年（平成27年）度に2分の1、2016年（平成28年）度に3分の2に引き上げ、2017年（平成29年）度から全面総報酬割を実施することとなった。あわせて、全面総報酬割の実施時に、前期財政調整における前期高齢者に係る後期高齢者支援金について、前期高齢者加入率を加味した調整方法に見直すこととされ、前期高齢者負担金の負担軽減を図ることとなった。
高齢者の医療の確保に関する法律では、特定健康診査の制度を設けて健康づくり・疾病の予防の取組みを高齢者となる前から進め、「日本再興戦略」（平成25年6月14日閣議決定）では「2020年までに国民の健康寿命を1割以上延伸」という数値目標を掲げているが、目標達成のためには健康づくりに取り組みインセンティブが弱いことが課題として挙げられている。
医療保険者に対するインセンティブの強化については、各保険者の特定健診・特定保健指導の実施状況に応じ、実施状況が著しく高い保険者においては、後期高齢者支援金が減算され（負担金が軽くなる）、実施率が0%の場合には加算される（負担金が重くなる）仕組みが2013年度より開始され、さらに2018年度からは保険者種別ごとに共通の目標を設定し、その実施状況なども指標として追加するなど、複数の指標により評価する仕組みとすることとされ、例えば協会けんぽでは、各支部の取組が各都道府県ごとの保険料率に反映されることになる。

## 特徴的な診療報酬
- 後期高齢者特定入院基本料
  - かつての老人特定入院基本料から改められた[16]。90日を超えての社会的入院を防ぐ制度が取られている[17]。
- 在宅療養を支援するための診療報酬
  - 訪問看護基本療養費の引き上げ

### 廃止された診療報酬
当初導入時に存在していた以下の2報酬は、2010年に廃止となった。この後継としてプライマリケアに対しての地域包括診療料、および地域包括加算が2014年に制定されている。
後期高齢者診療料（廃止）
患者本人が選んだ「高齢者担当医（主治医）」が患者の慢性疾患等に対する継続的な管理（プライマリケア）を行うことに対しての診療報酬で、月600点を算定できる。対象施設は診療所（半径4km以内に診療所が存在しない場合は病院）。
具体的には医者が患者の心身の全体を診て、治療計画の作成を通じ、外来から入院先の紹介、在宅医療まで継続して関わる（チーム医療）。専門的な治療が必要な場合については他の専門的な医師への紹介してもらうことができる。病状が急に悪化したときに実施した検査や処置のうちの一定額以上のものについては別に算る定することができる。対象疾患は、結核、甲状腺疾患、糖尿病、脂質異常症、高血圧性疾患、不整脈、心不全、脳血管疾患、喘息、気管支拡張症、胃潰瘍、アルコール性慢性膵炎、認知症。
後期高齢者終末期相談支援料（廃止）
後期高齢者である患者に対し、保険医が一般的な医学的見識に基づいて回復が難しいと判断した場合、患者本人の同意を得て、医師と看護師等が共同して、患者とその家族に対し、終末期における診療方針等（ターミナルケア）を十分に話し合い、その内容を文章により提供した場合、患者一人につき、一回に限り200点を算定できるもの。意思決定にあたっては「終末期医療の決定プロセスに関するガイドライン」「終末期医療に関するガイドライン」を参考とする。
患者の理解が得られない場合、患者の意思が確認できない場合は、算定の対象にはならない。入院中の患者に対しては退院時、または死亡時。それ以外の患者については、死亡時に算定する。

## 不服申立て
後期高齢者医療給付に関する処分（被保険者証の交付の請求又は返還に関する処分を含む）又は保険料その他後期高齢者医療に係る徴収金（市町村及び後期高齢者医療広域連合が徴収するものに限る）に関する処分に不服がある者は、処分があった日の翌日から起算して3ヶ月以内に各都道府県に置かれる後期高齢者医療審査会に審査請求をすることができる（一審制、第128条1項）。徴収金以外の処分については二審制をとる被用者保険との差異である。処分の取消しの訴えは、当該処分についての審査請求に対する裁決を経た後でなければ、提起することができない（審査請求前置主義、第130条）。この審査請求は、時効の中断に関しては、裁判上の請求とみなす（第128条2項）。
後期高齢者医療審査会は各都道府県に置かれ、被保険者を代表する委員、保険者を代表する委員及び公益を代表する委員各3人をもって組織する。委員の任期は、3年（補欠の委員の任期は、前任者の残任期間）とする（第130条）。

## 時効
保険料その他の徴収金を徴収し、又はその還付を受ける権利及び後期高齢者医療給付を受ける権利は、2年を経過したときは時効によって消滅する（第160条）。保険料その他この法律の規定による徴収金の徴収の告知又は督促は、民法第153条の規定にかかわらず、時効中断の効力を生ずる。

## 歴史

### 老人保健拠出金不払い運動を超えて
健康保険組合による老人保健拠出金不払い運動を受けて、1999年（平成11年）10月、自由民主党、自由党、公明党による小渕内閣連立政権発足当時、政策課題についての協議が行われ、「2005年を目途に、年金・介護・後期高齢者医療を包括した総合的な枠組みを構築する」ことが合意され、翌11月から国会で後期高齢者医療についての論議が始まった。
検討では、以下の4方式が提案された。
- 「独立型」（支持団体：日本医師会、健康保険組合連合会[25]、経済団体連合会、自民党[26]）
- 「リスク構造調整」（支持団体：公明党[26]）
- 「一元化」（支持団体：国民健康保険中央会、全国市長会、全国町村会）
- 「突き抜け型」（支持団体：日本労働組合総連合会）

### 定率制度への変更
1973年に無償化された高齢者の医療費は、2001年には、定率1割の自己負担（月額上限あり）に改正された。
2002年には現役並み所得の高齢者には自己負担額2割へと改正された。
その後の議論の結果、独立型（75歳〜）とリスク構造調整（65〜74歳）の組み合わせで合意となったことを受け、2006年2月の第3次小泉改造内閣にて「健康保険法等の一部を改正する法律」案が提出された。この中で、財政運営の責任主体を明確化するとともに、高齢者の保険料と支え手である現役世代（0歳から64歳まで）の負担の明確化、公平化を図ることを目的として、75歳以上の中・後期高齢者を対象に独立した「後期高齢者医療制度」を平成20年（2008年）度に創設することが謳われた。
法案に対しては、野党と与党から反対の声が上がり、マスコミを中心に後期高齢者に冷たい制度だという指摘が起きた。「（現代の）姥捨て山」という批判が与野党から出たが、2006年5月17日、与党（自民党・公明党）の賛成多数により成立した。
2006年6月21日公布により、法律名を従来の「老人保健法」から「高齢者の医療の確保に関する法律」に変更。その内容を全面改正すると共に、制度名を「老人保健制度」から「後期高齢者医療制度」に改めた。

#### 制度創設目的
- 心身の特質が働き盛り（35〜64歳）とは異なり、病気にかかる確率も高まってくる75歳以上の国民に対し、全体的に十分なケア（医療）を行うため。また、持続可能な健康維持と保険のシステムを作るため。かかりつけの医者が高齢者を全体的に面倒を見るような仕組を作り、地域全体で医療の力を高めてゆく[34]。
- 高齢化に伴う医療費の増大が見込まれる中で、現役世代（64歳以下）と中後期高齢者（75歳以上）の負担の公平化を図るため[35]。
  - 老人保健制度は高齢世代の保険料の扱いが不明確。現役世代の「拠出金」が増え続けている状況で、必要な費用が際限なく現役世代に回される仕組み[36]。
- 運営主体を都道府県単位にすることで、集める方と使う方が一元化され、財政運営の責任の明確化と安定化ができる[37]。
  - 老人保健制度は、実施主体である市町村は医療費を支払うだけで保険料の徴収を行っておらず、責任が不明確。また国保では、市区町村によって保険料に最大5倍の格差が存在。
- 世界で最も高齢化が進んでいる日本として、一つの医療制度モデルを提示する[37]。
- 75歳以上で区切った理由としては、以下の3つの心身特性に応じて、生活を重視した医療、尊厳に配慮した医療、後期高齢者及びその家族が安心、納得できる医療を行うためだとしている[37]。

1. 働き盛りと比べ老化に伴う生理的機能の低下により、治療の長期化、複数疾患への罹患、特に慢性疾患が見られる。
2. 多くの高齢者に症状の軽重は別として認知症の問題が見られる[21][注釈 4]。
3. 後期高齢者は、この制度の中でいずれ死を迎える。

2002年の政府答弁では「老人保健法」では65歳以上としていた対象年齢をこの制度で75歳に引き上げる理由として「老人保健制度創設後約20年間の間に平均寿命や健康寿命の伸展や経済的な地位や高齢者自身の高齢者像の変化があったこと」に加え、70歳以上を対象と想定していた当時から今日までの間に財政的な事情が変化したこと」を挙げている。

#### 負担引上凍結・後期高齢者医療制度施行
2007年年8月に発足した福田康夫政権は、「70歳以上74歳未満の患者」の自己負担を2割に引き上げという後期高齢者医療制度の一部を凍結させた。ちなみに、この凍結措置は民主党への政権交代後、安倍政権期に見直しとなり、2014年4月以降に段階的に、当初の予定であった自己負担額2割ヘ引き上げられた。
2008年4月1日の制度施行を目前に控え、「後期高齢者」という名称に対して多くの批判が集まったため、制度施行初日の閣議の席上で福田康夫首相（当時）は「長寿医療制度」という通称を使うように指示した。しかし、現在では厚生労働省の公式ウェブサイトにおける後期高齢者医療制度の記載においても「長寿医療制度」という表現は全く使われていない。
「後期高齢者医療制度」が導入以降は、69歳(70歳未満)は3割負担、70歳から74歳までは原則2割負担、75歳以上は原則1割負担の負担割合となった。
また同法の成立により、旧老人保健法で行われていた保健事業は健康増進法へ移行した。さらに、新たに40歳以上の者を対象としたメタボリック症候群に対応するため、健康保険を運営する健康保険組合や全国健康保険協会（協会けんぽ）、国民健康保険を運営する市町村（市町村国保）や国民健康保険組合等の各保険者が特定健診・特定保健指導を実施する制度へ移行した。
2008年5月23日に民主党・共産党・社民党・国民新党の野党4党が参議院に後期高齢者医療制度廃止法案を提出、6月6日に参議院本会議の賛成多数で可決。衆議院では継続審議となった。
2009年8月30日の第45回衆議院議員総選挙では、民主党は制度廃止をマニフェストに掲げたが、政権交代後、長妻昭厚生労働相は廃止の前提となる老人保健制度の復活は、全国の自治体や医療関係者の反対が強いため現実的でないとして断念。新制度を創設する方針を固めた。また2010年の第22回参議院議員通常選挙では2013年の制度廃止をマニフェストに掲げたが、2012年の提出予定法案では自民・公明両党の主張に歩み寄った一部修正にとどまった。
2012年6月15日、民主・自民・公明3党は、制度廃止を事実上断念し、有識者や国会議員による「国民会議」で議論することに合意した（社会保障国民会議）。

### 現役世代負担軽減・全世代型社会保障制度への転換

年齢別の年間医療費、および患者自己負担率（2020年）

高齢者医療費は以降も増え続けた。2019年12月に安倍内閣にて、全世代型社会保障検討会議が開催された。その中間報告で「給付は高齢者中心、負担は現役世代中心」の仕組み改革、子育て支援など現役世代向けの給付充実への転換が打ち出された。
2018年時点で、65歳以上は日本人口の25％のみであるが、介護給付費の98％、総医療費の6割を占めている。
現役世代負担軽減した「全世代型社会保障」への転換の一環として、2022年10月から75歳以上の医療費本人負担が年収200万円以上となる一部には原則1割負担から2割へと引き上げとなったが、改正後も75歳以上の医療費の9割は「現役世代の保険料と税金」で賄う構造である。この改正に、日本共産党・立憲民主党・れいわ新選組・社会民主党が反対し、自民・公明・日本維新の会・国民民主党など賛成多数で2021年6月4日に成立した(施行は翌年10月)。
2023年12月には後期高齢者のうち、一定所得以上ある30%弱(自己負担額3割)以外は原則1割負担だが、自己負担額を1割から2割へ引き上げ予定だと報道された。

## 制度に対する評価
- 大和総研のコラムでは、後期高齢者医療制度は“破綻機関を公的資金で救済するスキーム”であり、“姥捨て山”とは正反対のものであると述べている[12][54]。
- 『毎日新聞』が2008年（平成20年）5月初旬に実施した世論調査によれば、8割近くが新制度を評価していないとし、自民党支持者でも6割超が「評価しない」とし、公明党支持者ではさらに厳しい評価であった[55]。
- ダイヤモンド社論説委員の辻広雅文は、財政責任を負う運営主体になるのを嫌がった市町村に配慮して、日本国政府が保険料を老齢年金からの天引きにしたことで、財政責任を負わず、保険料徴収の苦労もなくなったことに加え、運営主体が広域連合という“架空の地方自治体”となったため、給付抑制のインセンティブが働かない三重の無責任体制になったと指摘、国と市町村の利害が絡んで、無責任が重なった制度に老人たちが閉じ込められたことが、新制度が”現代の姥捨て山”だと批判される、本当の理由だとしている[56]。
- 日本経済新聞は、不況のため昇給が抑えられている若者と、年金などでそれ以上の収入がある父親の例を挙げ、制度の恩恵を受ける高齢者に相応の負担を課し、若年層の負担を和らげる改革をすべきだと主張している[57]。

### 保険者の要望
健康保険組合連合会は「独立型」を主張しており、前期高齢者（65〜74歳）と後期高齢者（75歳〜）とで分けず、65歳以上で一括別建てし、高齢者医療は現役世代の被用者保険と切り離して運営する制度を求めている。健保連の調査によると、高齢者医療制度への支出増により2008年度は所属組合の9割が赤字決算へ転落する見込みであり、うち赤字組合の1割は保険料引き上げを予定している。健保連の専務理事は「泣く子と地頭には勝てない」とコメント。健康保険組合の赤字による解散で、全国健康保険協会に移行する健保組合が増加している。
一方で国民健康保険中央会では「一本型」を主張しており、すべての公的保険制度を国保に統合一本化することを求めている。

### 医療関係者の要望
日本医師会は、高齢者医療制度について「独立型」を支持している。制度には「後期高齢者の公費投入は5割ではなく9割にすべき」「急性期および慢性期の急性増悪は出来高払いとすべき」といった点の改定を要求している。患者の負担率が低くなればより医療を受けられるようになり、医師としては収入が増えるという構図である。
一方で全国保険医団体連合会は「独立型」に反対し、「独立した制度を作らず、従来の老人保健制度への公費投入を引き上げるべき」「対象年齢は70歳以上に戻すべき」「報酬上限制は廃止し応能負担にすべき」「診療報酬に差をつけるべきでない」と要望している。また全日本民主医療機関連合会（民医連）は包括払い制度に反対し、従来の老人保健制度に戻した上で公費投入を引き上げるべきだと要望している。
また25都府県の医師会は、#後期高齢者診療料の診療報酬を600点と算定したことについて異議を唱えており、会員医師に診療報酬算定を行わないよう呼びかけている。

### 政治家の要望
- 地方議会において中止・撤回や見直しの意見書が可決[64]。
- 塩川正十郎（元財務大臣）

2008年（平成20年）4月17日付の『産経新聞』で、自宅に届いた後期高齢者医療制度の通知について、「この一枚の紙切れは私の人生を否定するものでしかなかった」と述べ、「後期高齢者医療制度は老人の医療負担を増やすだけでない。高齢の親を扶養するという伝統的な家族の絆（きずな）を壊すばかりか、夫婦の間にも水臭さを持ち込みかねない。」と批判した。
- 堀内光雄（自民党衆議院議員、元総務会長）

2008年（平成20年）5月2日と10日に福田総理を訪ね、この制度の問題点を説明し、抜本的な見直しを要請した。5月10日発売の『文藝春秋』6月号に論文「後期高齢者は死ねと言うのか」を発表。75歳以上の人たちはもはや用済みとばかりに、国が率先して“姥捨て山”を作ったかのような印象を受けると批判。また、同年5月18日、フジテレビ系の報道番組『報道2001』に出演し、この制度を批判した。
- 中曽根康弘（元首相）

2008年（平成20年）5月23日、TBSの『時事放談』の中で、後期高齢者医療制度について「名前が機械的で冷たい。至急元に戻して、新しく考え直す必要がある」と述べ、「役人の発想に乗っかってそのままやるのは能なしの感がある」と、福田康夫内閣の政権運営についても批判した。
- 民主党

民主党はマニフェストおよび政策集INDEX2009にて、後期高齢者医療制度は廃止し国民健康保険に統合、それに伴う財政増加は国が負担すると公約。
山田正彦（衆議院議員）は、保険料の負担が所得の低い人ほど高く、所得の高い人ほど低い逆進性になっていると指摘。また、政府が2年前に推計していた保険料総額が制度施行する際に一千億円も上がったのは正確な情報を国民に提供しなかった責任を問われてやむを得ないと指摘。この制度によって中小企業の負担も経営者の負担も組合員の負担も重くなることを指摘。また、「後期高齢者終末期相談支援料」について、医者が患者に延命治療をやめて自宅で終末を迎えるということを書面で意思表示させることに対して診療報酬を与えるということは、尊厳死の教唆に当たるのではないかと指摘。
山本孝史（参議院議員）は自身が癌（がん）に罹患していることを告白した国会質疑において、この制度について「病弱な高齢者を含む医療制度において世代間の負担の公平を強調することは間違っている」とし、「まだ治癒の可能性が残っているにもかかわらず、安易に延命と決め付け、積極的に治療しない、あるいは高齢だから治療をしても意味がないとされて見放される、それではまるでうば捨て山です」と批判し、「法律や制度が人を死に急がせることを私は決して認めるわけにはいきません。」と述べた。
適切な医療を実現する医師国会議員連盟の桜井充（参議院議員）は「医学的な見地から言うと75歳で区切るということをバックアップする論文とかそういうものは一切ない。」「医療費削減のためだけに制度が設計されているため、いろんなところにかからなければいけないような人が医療を適切に受けられなくなってきている。」「高齢者が死を迎えるに当たっても大きな不安を感じているという点で相当差別的な政策だ」などと指摘。
適切な医療を実現する医師国会議員連盟の梅村聡（参議院議員）は「高齢者医療は複数の疾患を継続的に診るということを柱として導入されている診療料であるのに、主病と「後期高齢者診療料」を算定できる医療機関を一つに決めさせるという設定にしていることは矛盾していると指摘。
しかし民主党政権時代には、制度見直しは頓挫することとなった。
- 日本共産党

医師でもある小池晃（参議院議員）は、後期高齢者を別の保険に切り離すということで必要な医療が受けられなくなるのでは、年齢による差別が起こるのではなどの心配が広がると指摘。また、政府は財政的な理由が制度導入の最初の狙いではないと言うが、後期高齢者を医療費削減の対象として狙い撃ちにしていることに間違いないと指摘。そして、厚労省の担当者が石川県で講演した中で「この制度は、医療費が際限なく上がっていく痛みを後期高齢者が自ら自分の感覚で感じ取っていただくものだ」と説明会で話したことが問題になったことに言及し、戦後、日本の復興のために必死になって働いて来た世代の人々に高齢期になったら自分たちは国から捨てられようとしているのではないかというような思いをさせるような政治はやってはいけないと訴えた。
日本共産党委員長の志位和夫（衆議院議員）は「この制度に対する高齢者の怒りは、負担増への怒りだけではなく、75歳という年齢で差別されることや、別枠の制度に囲い込まれ、過酷な保険料徴収が行われ、診療報酬も別建てとされ保険医療が制限されるなど、人間としての存在が否定されたような扱いを受けることへの深い憤りである」と指摘。
山下芳生（参議院議員）はヨーロッパ諸国など国民皆保険制度を持つ国の中で、年齢で被保険者を切り離し、保険料や医療の内容に格差を付けている国などどこにもないから廃止すべきと主張。政府はアメリカには65歳以上の高齢者を対象とする「メディケア制度」と呼ばれる公的医療保険制度があるが、国民皆保険制度の下で高齢者の医療を別建て実施している国の例は把握していないとしている。
新設された「特定健診・特定保健指導」という健康診断制度では40歳から74歳までが対象となり、これまで40歳以上の者はみな住民基本健診を受けられたのに、今回、75歳を過ぎたら法律上の健康診断実施の義務をなしとしたのは差別であると指摘。また、尊厳ある死を迎えたいという願いは年齢に関係ないはずなのに75歳以上に限っていることに疑問を呈した。
日本共産党機関紙『しんぶん赤旗』は制度設計に関わった厚生労働省の実務担当者が、75歳以上だけ別建ての終末期医療の診療報酬体系を新設した理由について「後期高齢者が高額な医療費を使っても死亡する事例が多いため、同制度によって、75歳以上の終末期医療費を抑制するためだ」と説明したことを紹介。
- 社会民主党

党首の福島みずほ（参議院議員）は新設された「後期高齢者診療料」により幾ら検査や処置をしても医療機関への支払は定額であるため、手抜き診療や粗末な診療が行われる可能性が大いにあると指摘。病気によって複数の医者にかかっている高齢者に対し、主な病気を一つに限定し（主病ルール）、主治医を決めることは困難であり、健診が十分行われない可能性があると指摘。
65〜74歳の重度障害者1級、2級の人には、2008年（平成20年）3月31日までに、それまでのように公費負担医療を受けるか、後期高齢者医療制度に移行するかについて選択の機会を与えたが、ほとんどの人は知らないまま後期高齢者医療制度に強制的に移動させられたことを挙げ、制度の啓発・広報についての政府の対応を批判した。
現役の小児科医でもある阿部知子（衆議院議員）は、75歳以上で働いている人は、企業主が半分出している組合管掌健康保険（組合健保）や政府管掌保険に入っているため後期高齢者医療制度に切り替わった途端、全額を自分で払うようになるため保険料負担が2倍になってしまうことを指摘。